# Quần vợt tại Thế vận hội Mùa hè 2024
Môn quần vợt tại Thế vận hội Mùa hè 2024 ở Paris diễn ra từ ngày 27 tháng 7 đến ngày 4 tháng 8 tại Stade Roland Garros, có tổng cộng 172 tay vợt thi đấu ở năm nội dung: đơn và đôi dành cho cả nam và nữ và đôi nam nữ.
Giống như các kỳ trước, thể thức thi đấu của Paris 2024 là giải đấu loại trực tiếp với nội dung đơn nam và nữ có 64 tay vợt. Sẽ có sáu vòng ở đơn nam và đơn nữ, năm vòng ở đôi nam và đôi nữ (32 cặp), và bốn vòng ở đôi nam nữ (16 cặp). Các tay vợt vào vòng bán kết sẽ có cơ hội giành được huy chương, thua ở vòng bán kết sẽ tranh huy chương đồng. Tất cả các trận đấu đơn sẽ diễn ra theo thể thức đánh ba thắng hai với loạt tiebreak (7 điểm) được áp dụng ở mọi set, bao gồm cả set cuối ở nội dung đơn. Ở tất cả các trận đấu đôi, loạt tiebreak (10 điểm) sẽ được áp dụng thay vì set 3. Paris 2024 là kỳ Thế vận hội đầu tiên môn quần vợt được thi đấu trên mặt sân đất nện kể từ sau Barcelona 1992 diễn ra tại Tennis de la Vall d'Hebron. Đây cũng là kỳ Thế vận hội đầu tiên môn quần vợt được thi đấu trên mặt sân tự nhiên và diễn ra tại địa điểm tổ chức Grand Slam kể từ sau Luân Đôn 2012 diễn ra tại All England Lawn Tennis and Croquet Club (địa điểm tổ chức Giải quần vợt Wimbledon).

## Vòng loại
Để đủ điều kiện tham dự Paris 2024, một tay vợt phải đáp ứng một số yêu cầu nhất định liên quan đến việc thi đấu trong các đội ở Davis Cup hoặc Billie Jean King Cup. Vòng loại nội dung đơn được dựa chủ yếu vào bảng xếp hạng ATP và WTA vào ngày 10 tháng 6 năm 2024, với 56 tay vợt ở mỗi nội dung nam và nữ (giới hạn bốn tay vợt cùng một Ủy ban Olympic quốc gia (NOC)). Sáu trong số tám suất còn lại sẽ được phân bổ bởi lục địa cho các NOC không có vòng loại khác. Hai suất cuối cùng được dành riêng, một cho quốc gia chủ nhà Pháp và một cho một huy chương vàng Olympic trước đó hoặc vô địch Grand Slam. Trong nội dung đôi nam và đôi nữ, 32 đội được tham gia thi đấu với 10 suất được dành cho tay vợt trong top 10 của bảng xếp hạng đôi, người mà được phép chọn bất kỳ tay vợt nào khác trong cùng một NOC xếp hạng trong top 300 ở cả đơn hoặc đôi. Các suất còn lại được phân bổ theo bảng xếp hạng kết hợp, với ưu tiên dành cho tay vợt đơn khi đạt đủ tổng điểm hạn ngạch. Một đội sẽ được dành cho quốc gia chủ nhà Pháp nếu không có đội nào đủ điều kiện. Không có suất hạn ngạch cho nội dung đôi nam nữ, tất cả các đội sẽ bao gồm các tay vợt đã tham dự ở nội dung đơn hoặc đôi, bao gồm 15 đội xếp hạng kết hợp hàng đầu và quốc gia chủ nhà Pháp đủ điều kiện.

## Lịch thi đấu
| V64 | Vòng 1/64 | V32 | Vòng 1/32 | V16 | Vòng 1/16 | ¼ | Tứ kết | ½ | Bán kết | HCĐ | Tranh huy chương đồng | CK | Chung kết |

| NgàySự kiện | 27 tháng 7 | 28 tháng 7 | 29 tháng 7 | 30 tháng 7 | 31 tháng 7 | 1 tháng 8 | 2 tháng 8 | 2 tháng 8 | 3 tháng 8 | 4 tháng 8 | 4 tháng 8 |
| ----------- | ---------- | ---------- | ---------- | ---------- | ---------- | --------- | --------- | --------- | --------- | --------- | --------- |
| Đơn nam     | V64        | V64        | V32        | V32        | V16        | ¼         | ½         | ½         | HCĐ       | CK        | CK        |
| Đôi nam     | V32        | V32        | V16        | ¼          | ½          |           | HCĐ       | HCĐ       | CK        |           |           |
| Đơn nữ      | V64        | V64        | V32        | V16        | ¼          | ½         | HCĐ       | HCĐ       | CK        |           |           |
| Đôi nữ      | V32        | V32        | V16        | V16        | ¼          | ½         |           |           |           | HCĐ       | CK        |
| Đôi nam nữ  |            |            | V16        | V16        | ¼          | ½         | HCĐ       | CK        |           |           |           |

## Các quốc gia tham dự
Có tổng cộng 172 vận động viên quần vợt từ 41 quốc gia tham gia tranh tài.
- Argentina (8)
- Úc (9)
- Áo (1)
- Bỉ (3)
- Brasil (5)
- Bulgaria (1)
- Canada (5)
- Chile (3)
- Trung Quốc (7)
- Colombia (1)
- Croatia (4)
- Cộng hòa Séc (7)
- Đan Mạch (2)
- Ai Cập (1)
- Pháp (9)
- Đức (10)
- Anh Quốc (7)
- Hy Lạp (4)
- Hungary (2)
- Ấn Độ (3)
- Đoàn thể thao trung lập (7)
- Ý (8)
- Nhật Bản (6)
- Kazakhstan (3)
- Latvia (1)
- Liban (2)
- Montenegro (1)
- Hà Lan (6)
- New Zealand (2)
- Na Uy (1)
- Ba Lan (4)
- Bồ Đào Nha (2)
- România (4)
- Serbia (2)
- Slovakia (1)
- Tây Ban Nha (8)
- Đài Bắc Trung Hoa (4)
- Tunisia (1)
- Ukraina (5)
- Hoa Kỳ (11)

## Huy chương

### Bảng xếp hạng
| Hạng                | NOC                     | Vàng | Bạc | Đồng | Tổng số |
| ------------------- | ----------------------- | ---- | --- | ---- | ------- |
| 1                   | Trung Quốc              | 1    | 1   | 0    | 2       |
| 2                   | Ý                       | 1    | 0   | 1    | 2       |
| 3                   | Úc                      | 1    | 0   | 0    | 1       |
| 3                   | Serbia                  | 1    | 0   | 0    | 1       |
| 3                   | Cộng hòa Séc            | 1    | 0   | 0    | 1       |
| 6                   | Hoa Kỳ                  | 0    | 1   | 1    | 2       |
| 6                   | Tây Ban Nha             | 0    | 1   | 1    | 2       |
| 8                   | Croatia                 | 0    | 1   | 0    | 1       |
| –                   | Đoàn thể thao trung lập | 0    | 1   | 0    | 1       |
| 9                   | Canada                  | 0    | 0   | 1    | 1       |
| 9                   | Ba Lan                  | 0    | 0   | 1    | 1       |
| Tổng số (10 đơn vị) | Tổng số (10 đơn vị)     | 5    | 5   | 5    | 15      |

### Nội dung
| Đơn nam    | Novak Djokovic · Serbia                          | Carlos Alcaraz · Tây Ban Nha                              | Lorenzo Musetti · Ý                                 |  |  |  |
| Đôi nam    | Úc · Matthew Ebden · John Peers                  | Hoa Kỳ · Austin Krajicek · Rajeev Ram                     | Hoa Kỳ · Taylor Fritz · Tommy Paul                  |  |  |  |
|            |                                                  |                                                           |                                                     |  |  |  |
| Đơn nữ     | Zheng Qinwen · Trung Quốc                        | Donna Vekić · Croatia                                     | Iga Świątek · Ba Lan                                |  |  |  |
| Đôi nữ     | Ý · Sara Errani · Jasmine Paolini                | Đoàn thể thao trung lập · Mirra Andreeva · Diana Shnaider | Tây Ban Nha · Cristina Bucșa · Sara Sorribes Tormo  |  |  |  |
|            |                                                  |                                                           |                                                     |  |  |  |
| Đôi nam nữ | Cộng hòa Séc · Kateřina Siniaková · Tomáš Macháč | Trung Quốc · Wang Xinyu · Zhang Zhizhen                   | Canada · Gabriela Dabrowski · Félix Auger-Aliassime |  |  |  |